# Бехруз Джамсіді
Бехруз Джамсіді (перс. بهروز جمشیدی; нар. 22 серпня 1972) — іранський борець греко-римського стилю, дворазовий бронзовий призер чемпіонатів Азії, срібний призер Кубку світу, учасник Олімпійських ігор.

## Життєпис
Боротьбою почав займатися з 1995 року.
Виступав за борцівський клуб «Тахті» Ізе. Тренер — Валі Мохаммаді Бабак.
Взяв участь у чемпіонаті світу з боротьби 1999 року в Афінах, Греція, де здобув бронзову медаль у ваговій категорії до 85 кг. Але в січні 2000 року Міжнародна федерація об'єднаних стилів боротьби (FILA) позбавила Бехруза Джамсіді його медалі та призначила йому дворічну дискваліфікацію за допінг; в результаті він не міг змагатися на літніх Олімпійських іграх у Сіднеї.
Після закінчення терміну дискваліфікації Джамсіді повернувся до виступів на міжнародних змаганнях і у березні 2004 року виграв Олімпійський кваліфікаційний турнір у Ташкенті, що дозволило йому виступити на літніх Олімпійських іграх в Афінах. На Олімпіаді іранський борець виграв одну сутичку з рахунком 3-0 у норвежця Фріца Онеса, але поступився у наступній з рахунком 1-3 — господарю змагань Дімітріосу Аврамісу, що не дозволило йому далі змагатися за медалі Олімпіади.

## Спортивні результати на міжнародних змаганнях

### Виступи на Олімпіадах
| Змагання                    | Збірна | Вагова категорія                 | Місце |
| --------------------------- | ------ | -------------------------------- | ----- |
| Літні Олімпійські ігри 2004 | Іран   | греко-римська боротьба, до 84 кг | 9     |

### Виступи на Чемпіонатах світу
| Змагання                        | Збірна | Вагова категорія                 | Місце |
| ------------------------------- | ------ | -------------------------------- | ----- |
| Чемпіонат світу з боротьби 1998 | Іран   | греко-римська боротьба, до 85 кг | 6     |
| Чемпіонат світу з боротьби 2003 | Іран   | греко-римська боротьба, до 84 кг | 32    |

### Виступи на Чемпіонатах Азії
| Змагання                       | Збірна | Вагова категорія                 | Місце  |
| ------------------------------ | ------ | -------------------------------- | ------ |
| Чемпіонат Азії з боротьби 1995 | Іран   | греко-римська боротьба, до 82 кг | Бронза |
| Чемпіонат Азії з боротьби 1997 | Іран   | греко-римська боротьба, до 85 кг | Бронза |

### Виступи на Азійських іграх
| Змагання           | Збірна | Вагова категорія                 | Місце |
| ------------------ | ------ | -------------------------------- | ----- |
| Азійські ігри 1998 | Іран   | греко-римська боротьба, до 85 кг | 4     |

### Виступи на Кубках світу
| Змагання                    | Збірна | Вагова категорія                 | Місце  |
| --------------------------- | ------ | -------------------------------- | ------ |
| Кубок світу з боротьби 1997 | Іран   | греко-римська боротьба, до 85 кг | Срібло |

### Виступи на інших змаганнях
| Змагання                                                      | Збірна | Вагова категорія                 | Місце  |
| ------------------------------------------------------------- | ------ | -------------------------------- | ------ |
| Всесвітні ігри військовослужбовців 1995                       | Іран   | греко-римська боротьба, до 90 кг | 6      |
| Олімпійський кваліфікаційний турнір з боротьби 2004 (Ташкент) | Іран   | греко-римська боротьба, до 84 кг | Золото |
| Кубок Ядегара Імама 2006                                      | Іран   | греко-римська боротьба, до 84 кг | 8      |